# Енергија
У физици, енергија је својство које мора бити пренето на објекат да би извршио рад, или да би се загрејао, и може бити конвертовано у други облик, али не може бити креирано нити уништено.

Енергија је способност вршења рада. Ова општа дефиниција је део основних дефиниција савремене физике, и то у оном делу који треба да одговори на питање о узроку и пореклу природних феномена акције, дејства и силе. Сваки физички систем поседује енергију у извесној количини. Количина енергије система није апсолутна вредност већ релативна у односу на референтно стање или референтни ниво. Енергија физичког система се дефинише као количина механичког рада кога систем може да произведе када мења своје текуће стање и прелази у референтно стање; на пример ако се литар воде охлади до 0 °C или када ауто удари дрво и успори од 120 km/h до 0 km/h.
У физици је енергија тесно повезана са појмом ентропија.

## Историја
Израз потиче од грчке речи енергија (грч. ένέργεια) у значењу живахан, која се први пут највероватније појавила у раду Аристотела у 4. веку пре нове ере.
Томас Јанг је први 1807. године користио термин енергија уместо до тадашњег термина вис вива (жива сила), у модерном значењу. Гаспар Гистав Кориолис је први описао кинетичку енергију 1829, а 1853, је Вилијам Ранкин дефинисао термин потенцијална енергија.
У прошлости, о енергији се расправљало у смислу лако уочљивих ефеката на телима или стања различитих система. У основи, ако се нешто промени, неки облик енергије је одговоран за такву промену. Како се схватало да енергија може бити ускладиштена у тела, појам енергије је све више обухватао идеју способност (потенцијал) за промене као и саме промене. Такви ефекти (и потенцијални и актуелни) се појављују у разним облицима; пример је електрична енергија добијена из батерија, хемијска енергија ускладиштена у храни, топлотна енергија грејача воде или кинетичка енергија воза у покрету. Једноставно речено, енергија је „промена или способност за промене“, мада у стварном свету постоје примери који беже оваквом поједностављивању.
Појам енергије и рада су релативно нови алати којима баратају физичари. Ни Галилеј ни Њутн нису дали никакав допринос развоју теоретског модела енергије, и тако је било до половине 19. века када су се појавили ови појмови.
Развој парне машине је захтевао од инжењера да развију појмове и формуле који су им омогућили да опишу механичку и топлотну ефикасност њихових система. Инжењери као што су Сади Карно и Џејмс Прескот Џул, математичари Емил Клаперион и Херман фон Хелмхолц и аматери као Јулијус Роберт фон Мајер су сви допринели заједничком сагледавању да способност вршења рада јесте некако повезана са количином енергије у систему. Природа енергије је и даље била неухватљива и годинама је изазивала расправе да ли је енергија нека врста материје или једноставно физичка величина, као што су, на пример, притисак, температура, дужина,... итд.
Виљем Томсон (Лорд Келвин) је спојио све претходне законе у свој закон термодинамике, што је помогло убрзаном развоју енергетском приступу описа хемијских реакција Рудолфа Клаусијуса, Виларда Гибса и Волтера Нернста. Додатно, ово је омогућило Лудвигу Болцману да опише ентропију математичким појмовима и да заједно са Јожефом Штефаном разматра закон о енергији зрачења.

## Облици енергије
Енергија се може појавити у неколико облика:
- потенцијална енергија: постоји као последица положаја који објекат има у односу на друге објекте;
- кинетичка енергија: која је последица кретања тела;
- хемијска енергија: која је последица хемијских веза међу атомима супстанце објекта;
- електрична енергија: која је последица наелектрисања објекта;
- топлотна енергија: постоји као последица загрејаности тела;
- нуклеарна енергија: која постоји као последица нестабилности атомских језгара објекта
- електромагнетна енергија: је енергија зрачења, што може бити светлост, радио-таласи или други појавни облик истог феномена електромагнетног зрачења.

### Претварање енергије
Један облик енергије се може претворити у други; на пример, батерија претвара хемијску енергију (Лекланшеовог елемента) у електричну енергију, која се потом може претворити у топлотну (или светлосну - што је електромагнетна енергија). Слично, потенцијална енергија се претвара у кинетичку енергију воде која окреће турбину, која се потом претвара у електричну енергију посредством генератора. Приликом претварања енергије важи закон о одржању енергије.

### Закон одржања енергије
Закон одржања енергије тврди да се у затвореном систему не може мењати укупан износ енергије, он остаје константан. Овај закон је последица транслационе симетрије времена, што значи да физички процес не може зависити од тренутка почетка процеса на временској оси. Неки рад (значи и облици енергије) нису лако мерљиви без присуства посматрача.

## Општи поглед на енергију
У једној књизи која се бави популаризацијом науке се поставља интересантно питање шта дефинише и раздваја облике енергије?

"Ми смо опремљени са два различита и одвојена чула, једно реагује на електромагнетске таласе у опсегу приближно 4*10-4 до 8*10-4 mm, што је светлосно зрачење; друго чуло на нешто дуже таласне дужине, но ипак исте природе, топлотне таласе. Тако ми имамо два различита израза у нашем језику светлост и топлота, да нагласе ова два феномена, која објективно гледано немају јасну линију разграничења већ постепено прелазе из једног у друго. Питање је можемо ли електромагнетно зрачење таласне дужине 9*10-4 mm сматрати светлосним или топлотним таласима."

Значи, ако се врши посматрање разних облика енергије на оси таласног спектра на којој постоји бесконачно много разних таласних дужина, шта чини један облик енергије различитим од другог?
Испод следи набрајање облика енергије, како их ми доживљавамо у свакодневном окружењу:
- Кинетичка енергија: енергија тела у покрету
  - Топлотна енергија: енергија повезана са топлотом
  - Енергија звука: енергија механичких таласа ваздуха
  - Електрична енергија: енергија покретних носилаца наелектрисања
- Потенцијална енергија: енергија коју објекат поседује у односу на други; познато и под називом ускладиштена енергија
  - Хемијска енергија: ускладиштена енергија у хемијским супстанцама
  - Нуклеарна енергија: енергија ускладиштена у атомским језгрима
- Енергија зрачења: енергија електромагнетних таласа, укључујући светлост

## Јединице

### Интернационални систем SI
Интернационална јединица за енергију и рад је џул (J), названа у част Џејмса Прескота Џула и његових експеримената којима је доказао еквиваленцију механичке и топлотне енергије.
Школска дефиниција рада је: Скаларни производ вектора силе и вектора помераја, дакле:
{\displaystyle A={\vec {F}}\cdot {\vec {r}}}
Прва формула се у јединицама СИ система изражава као:
{\displaystyle 1\ \mathrm {J} =\mathrm {Nm} =\mathrm {kg} \left({\frac {\mathrm {m} }{\mathrm {s} }}\right)^{2}={\frac {\mathrm {kg} \cdot \mathrm {m} ^{2}}{\mathrm {s} ^{2}}}}
Односно, један џул једнак је једном њутн-метру, као раду који изврши сила од једног њутна при померању тела на путу од једног метра, при су сила и померај истог смера.
Јединица енергије у нуклеарној физици је електронволт (eV), с обзиром да су редови величина изразито мали.
{\displaystyle 1\ \mathrm {eV} =1.60217653\cdot 10^{-19}\ \mathrm {J} }.
У спектроскопији се користи јединица:
{\displaystyle \mathrm {cm} ^{-1}=0.0001239\mathrm {eV} \,}
што се објашњава инверзном зависношћу енергије зрачења од таласне дужине, при чему то следи из познате једначине:
{\displaystyle E=h\nu =hc/\lambda \,}.

#### Момент силе и енергија
Приметимо да се момент силе изражава такође у њутн-метрима (Nm), што је иста јединица као и за енергију и није у питању случајност: момент силе од 1 њутн-метра дуж угла од 1 радијана врши рад (што је исто што и енергија) од 1 џула.

### Друге јединице енергије
У ЦГС систему, 
- један ерг је 1 g cm2  s−2, што је 1.0×10 −7 J
- литар-атмосфера износи 101.325 J и давно је напуштена.

Краљевске/америчке јединице мере за енергију и рад укључују следеће јединице: 
- стопа-фунта сила износи 1.3558 J,
- британска топлотна јединица (Btu), јединица која има неколико вредности и износи око 1055 J, и
- коњска снага-сат и износи 2.6845 MJ.
- киловат-час (kW h) је јединица која се користи веома често, поготово на рачунима за наплату електричне енергије, а један kW h је еквивалентно 3.6×106 J (3600 kJ or 3.6 MJ). Метричке јединице јесу конзистентне али ова изгледа чудно због једног једноставног разлога. Метричка јединица за време је секунда, а у сату има 3600 секунди—другим речима, 1 kW s = 1 kJ је прилагођено метричком систему, али је kW h примереније свакодневној употреби.
- калорија се углавном користи у дијетама и исхрани и представља количину топлоте потребну да један килограм воде загреје за један °C, у условима нормалног атмосферског притиска, 1 atm. Ова количина топлоте зависи мало од почетне температуре воде, што за последицу има разне калорије разних енергетских вредности. Вредност калорије (углавном) је 4.1868 kJ.

Калорије које служе за опис енергетске способности хране су велике калорије које за основу имају килограм, а не грам (воде) и зато се зову калорије хране. Оне се понекад називају килокалорије, подразумевајући да су калорије мале калорије засноване на граму, а као резултат се избегавају префикси за велике калорије (1 kcal је 4.184 kJ, никад 4.184 MJ, чак и када калорије значе веће јединице у истом документу или на налепници кутије са храном). Калорије хране се понекад означавају са Cal (1000 cal) са великим словом C, али је оваква врста обележавања чешћа у књигама хемије и физике—које не користе велике калорије—него у реалним применама где се оне ипак користе. (Оваква врста обележавања је збуњујућа у ситуацијама где се реч калорија појављује на почетку реченице или првој колони табеле састојака, где се и очекују велика слова за све састојке који се некако мере као што могу бити „Шећер“, „Гвожђе“ и слично.)

## Пренос енергије

### Рад
Претходно поменута дефиниција рада има своја ограничења. Она важи под условом да је сила константна, а путања тела није кривудава. Стога је потребно увести математички правилнију дефиницију, која се заснива на идеји да се кривудава путања подели на велики број мањих, приближно правих делова. Отуда се добија образац:
{\displaystyle A\approx \sum _{i=1}^{N}A_{i}=\sum _{i=1}^{N}{\vec {F}}(\mathbf {s} _{i})\Delta {\vec {s}}_{i}\,.}
Одакле:
{\displaystyle A=\int _{\mathbf {s} _{1}}^{\mathbf {s} _{2}}{\vec {F}}(\mathbf {s} )\,\mathrm {d} {\vec {s}}\,,}
Из горње једначине следи да је рад ({\displaystyle A\,}) једнак интегралу скаларног производа вектора силе ({\displaystyle {\vec {F}}}) и инфинитезимале вектора пута ({\displaystyle {\vec {s}}}).

### Топлота
Топлота је уобичајени назив за топлотну енергију тела која је последица кретања атома и молекула тог тела. Ово кретање може бити транслаторно (кретање молекула и атома као целине унутар тела), вибрације (релативно кретање атома унутар молекула или кристалне решетке) и ротационо кретање. То је облик кретања који се обично повезује са температуром тела или агрегатним стањем материје. У хемији, топлота је износ енергије која се упије или ослободи приликом остваривања хемијских веза између атома у молекуле који су резултат хемијске реакције.
Веза између топлоте и енергије је слична вези између рада и енергије. Топлота се креће из области са вишом температуром ка области ниже температуре. Свако тело поседује извесну количину унутрашње енергије и она је везана са случајним, насумичним, кретањем његових атома или молекула. Ова унутрашња енергија је директно сразмерна температури тела. Када два тела различитих температура дођу у термички контакт они међусобно размењују унутрашњу енергију док се температура не изједначи. Износ енергије који се пренесе је једнак износу размењене топлоте. Уобичајена забуна се јавља мешањем појмова топлоте и унутрашње енергије, али постоји разлика: измена унутрашње енергије је једнака топлоти која из околине пређе на тело увећано за рад који околина изврши над телом.
Топлотна енергија се преноси на три начина: проводношћу (кондукцијом), протоком (конвекцијом) и зрачењем (радијацијом).

### Очување енергије
Први закон термодинамике тврди да укупан износ енергије која уђе у систем мора бити једнака укупном износу енергије која изађе из система увећано за промену енергије унутар система. 
Овај закон важи у свим гранама физике, уз проблеме у квантној механици. Теорема Еми Нетер говори о вези очувања енергије са временском независношћу закона физике, односно са хомогеношћу времена, као једином његовом симетријом.
Пример очувања енергије је математичко клатно. У највишем положају кинетичка енергија је нула, а потенцијална гравитациона енергија је максимална. На свом најнижем положају кинетичка енергија је максимална и једнака је максималној вредности потенцијалне енергије која је достигнута у амплитудном положају. Ако се посматра идеалан случај и сматра да не постоји трење и отпор ваздуха клатно би се клатило заувек. У пракси, расположива енергија се никад не очува потпуно када тело мења стање; иначе би било могуће направити вечиту креталицу (perpetuum mobile).
Други пример је хемијска експлозија у којој се потенцијална хемијска енергија претвара у кинетичку енергију и топлоту у веома кратком временском периоду.
Међутим, не треба мешати појмове очување енергије и чување енергије. Последњи је везан за чување енергетских ресурса и нетрошење фосилних горива или електричне енергије.

## Врсте енергије
Сви облици енергије као што су топлотна, хемијска, електрична, зрачење, нуклеарна итд. могу бити посматрани или као кинетичка или као потенцијална енергија. На пример топлотна енергија је суштински кинетичка енергија атома и молекула; хемијска енергија може бити замишљена као потенцијална енергија атома унутар молекула; електрична енергија се може схватити као потенцијална и кинетичка енергија електрона; нуклеарна енергија се на сличан начин може посматрати као потенцијална енергија субатомских честица унутар атомског језгра.

### Кинетичка енергија
Кинетичка енергија је део енергије који се односи на кретање.
{\displaystyle E_{k}=\int {\vec {v}}\cdot \mathrm {d} {\vec {p}}}
Горња једначина тврди да је кинетичка енергија ({\displaystyle E_{k}\,}) једнака линијском интегралу скаларног производа вектора брзине ({\displaystyle {\vec {v}}}) тела и инфинитезималне промене вектора импулса ({\displaystyle {\vec {p}}}).
За не-релативистичке брзине, а то су брзине много мање од брзине светлости, може се користити Њутнов израз за кинетичку енергију:
{\displaystyle E_{k}={\begin{matrix}{\frac {1}{2}}\end{matrix}}mv^{2}}
где је
{\displaystyle E_{k}\,} кинетичка енергија
{\displaystyle m\,} маса тела
{\displaystyle v\,} брзина тела
При брзинама блиским брзини светлости исправно је користити релативистичку формулу:
{\displaystyle E_{k}=mc^{2}(\gamma -1)=\gamma mc^{2}-mc^{2}\;\!}
{\displaystyle \gamma ={\frac {1}{\sqrt {1-(v/c)^{2}}}}}
где је
{\displaystyle v\,} брзина тела
{\displaystyle m\,} је маса тела у мировању
{\displaystyle c\,} је брзина светлости у вакууму, што је приближно 300.000 km/s
{\displaystyle \gamma mc^{2}\,} је укупна енергија тела
{\displaystyle mc^{2}\,} је енергија тела у мировању.
(Погледати: E=mc².)
Релативистичка формула може бити представљена и у облику Тејлоровог реда, где ће бити наведена само два почетна члана
{\displaystyle E_{k}={\frac {1}{2}}mv^{2}+{\frac {3}{8}}{\frac {mv^{4}}{c^{2}}}+\cdots }
Одатле, други и следећи чланови реда се могу сматрати нетачношћу Њутнове апроксимације израза за кинетичку енергију, а везани су за релативистичке феномене. За брзине много мање од брзине светлости у вакууму ти чланови имају јако мале вредности, па се могу занемарити, што потврђује тачност класичних формула у већ поменутом опсегу „мањих“ брзина које срећемо у свакодневном животу, па се стога и нерелативистичке формуле често употребљавају.

## Енергија мировања
У релативистичкој физици материјално тело има енергију самим тим што постоји. Та енергија се назива енергијом мировања. Рачуна се према обрасцу E=mc².
Он се добија када се по релативистички дефинисаном концепту формула за укупну енергије иста разложи у ред:
{\displaystyle E=m_{0}c^{2}\left[1+{\frac {1}{2}}\left({\frac {v}{c}}\right)^{2}+{\frac {3}{8}}\left({\frac {v}{c}}\right)^{4}+{\frac {5}{16}}\left({\frac {v}{c}}\right)^{6}+\ldots \right].}
Први члан у развоју, независтан од брзине представља ту енергију мировања.
Формула E=mc² има дубок суштински значај. Према овој, широко познатој релацији енергија и маса су еквивалентне. формула има велику примену у објашњавању неких нуклеарних реакција. Ова формула даје могућност да фотон, који нема масу мировања поседује масу захваљујући своје енергије дефинисане Планковом формулом.

### Потенцијална енергија
Основни чланак: Потенцијална енергија.
Насупрот кинетичкој енергији, која је енергија система услед кретања или унутрашњег кретања честица, потенцијална енергија система је повезана са просторним распоредом делова једног тела или узајамног растојања два тела и њихових интеракција. 
Било који број честица које делују силама једна на другу чине систем са потенцијалном енергијом. У макросвету, односно делу природе који опажамо нашим природним чулима то су углавном електростатичка сила (Кулонов закон) и гравитациона сила.
У изолованом систему који се састоји од два непокретна тела који делују силом {\displaystyle f(x)\,} једно на друго и леже на x-оси, потенцијална енергија се изражава општом једначином
{\displaystyle E_{p}=-\int f(x)\,dx}
где је сила између тела променљива у зависности од удаљености {\displaystyle x} и интегрише се дуж линије која спаја ова два тела.
Даље, можемо посматрати везу између силе и потенцијалне енергије, узимајући исти систем од два тела на x-оси. Ако имамо потенцијалну енергију {\displaystyle U(x)\,} у свакој тачки {\displaystyle x\,}, тада је сила која делује на тело у тачки {\displaystyle x\,}
{\displaystyle f(x)=-{\frac {dU(x)}{dx}}}
Ова математичка веза открива непосредну зависност између силе и потенцијалне енергије: сила између два тела делује у смеру опадања потенцијалне енергије, а јачина је сразмерна брзини опадања потенцијалне енергије. Снажне силе су последица наглог пада потенцијалне енергије, док су мале силе последица благог опадања потенцијалне енергије. Приметимо да сила која делује на тело потпуно зависи од потенцијалне енергије.
Ове две релације – дефиниција потенцијалне енергије преко силе и зависност силе од потенцијалне енергије – показују како су две појаве: сила и потенцијална енергија суштински повезане. Ако два тела не делују силама међусобно, нема потенцијалне енергије међу њима. Ако два тела делују силом једно на друго, потенцијална енергија се појављује у систему као део укупне енергије система. Пошто потенцијална енергија настаје из сила, свака промена у просторном распореду ће умањити или увећати потенцијалну енергију система како тела мењају међусобну удаљеност.
Када се систем помера у стање ниже потенцијалне енергије, енергија се или ослобађа у неком облику или претвара у други облик енергије, као што је кинетичка енергија. Потенцијална енергија може бити ускладиштена као гравитациона енергија, хемијска енергија, енергија масе мировања или електрична енергија, али се појављује увек због просторног распореда и међудејства тела унутар система. За разлику од кинетичке енергије која постоји у сваком телу у покрету, потенцијална енергија постоји у сваком телу које је у међудејству са неким другим телом.
На пример, маса испуштена изнад Земље има првобитну потенцијалну енергију која потиче од гравитационе привлачности Земље, која се потом претвара у кинетичку енергију, како привлачна гравитациона сила делује на тело, а истовремено се његова потенцијална енергија смањује док тело пада.
На малим висинама изнад Земље ова потенцијална енергија Земљине теже израчунава се према једначини:
{\displaystyle E_{p}=mgh\;}
где је
{\displaystyle m\,} маса тела,
{\displaystyle h\,} је висина и
{\displaystyle g=9,81m/s^{2}\,} је вредност убрзања Земљине теже у близини површине Земље

### Унутрашња енергија
Унутрашња енергија је кинетичка енергија повезана са кретањем молекула и потенцијалном енергијом која је повезана са ротационим кретањем, вибрацијама и електричном енергијом атома унутар молекула. Унутрашња енергија, као и свака друга енергија, је мерљива функција стања система.

## Енергија и економија
Начин како човечанство користи енергију је један од основних карактеристика економије и читаве цивилизације. Напредак од запрежне снаге до парне снаге, потом мотора са унутрашњим сагоревањем и на крају електричне снаге јесу кључни елементи и показатељи развоја цивилизације. Будући развој енергетике посебно ставља акценат на обновљиву енергију и енергетску ефикасност као кључ очувања фосилних извора енергије и избегавања ефекта стаклене баште (глобалног загревања).--